# پوورلی
پوورلی (به چکی: Povrly) یک منطقهٔ مسکونی در جمهوری چک است که در Ústí nad Labem District واقع شده‌است. پوورلی ۲۵٫۵۷ کیلومتر مربع مساحت و ۲٬۲۴۶ نفر جمعیت دارد و ۱۴۳ متر بالاتر از سطح دریا واقع شده‌است.